# If You Wish Upon Me
If You Wish Upon Me (en hangul, 당신의 소원을 말하면; romanización revisada del coreano:  Dangsin-ui Sowon-eul Malha-myeon) es una serie de televisión surcoreana dirigida por Kim Yong-wan y protagonizada por Ji Chang-wook, Choi Soo-young y Sung Dong-il. Su emisión está programada por el canal KBS 2TV desde el 10 de agosto hasta el 29 de septiembre de 2022, todos los miércoles y jueves a las 21:50 horas (hora local de Corea).

## Sinopsis
La serie está inspirada en las actividades de una fundación operante en los Países Bajos que se ocupa de hacer realidad los últimos deseos de pacientes terminales de cáncer. La trama sigue los pasos de un joven que se aferra al presente sin voluntad ni ganas de vivir y que, para cumplir con sus servicios comunitarios, entra en un hospital de cuidados paliativos, y junto con el personal del hospital intenta atender los últimos deseos de las personas ingresadas en él.

## Reparto

### Principal
- Ji Chang-wook como Yoon Kye-re, un joven lucha por sobrevivir por última vez mientras llega como voluntario a un hospital de cuidados paliativos después de pasar por un orfanato, un centro de detención juvenil y una prisión.[1]
- Choi Soo-young como Seo Yeon-joo, una enfermera en el hospital de cuidados paliativos, la persona más fuerte y brillante del hospital.[1][4]
- Sung Dong-il como Kang Tae-shik, un hombre que trabaja como líder de equipo voluntario en un hospital de cuidados paliativos. Él también tuvo un momento en el que perdió el sentido de la vida.[1][5]

### Secundario

#### Personas relacionadas con el Team Genie
- Yang Hee-kyung como Yeom Soon-ja, un miembro del equipo de voluntarios, que con su saber culinario cuida de Kye-re y Tae-shik.[5]
- Gil Hae-yeon como Choi Deok-ja, una veterana en la industria de la limpieza de edificios que nunca dejó de trabajar hasta los setenta años.[5]
- Yoo Soon-woong como Hwang Cha-yong, un hombre silencioso y sincero que trabaja con Deok-ja como empleado de la limpieza.[5]
- Jeon Chae-eun como Yoo Seo-jin, el único miembro adolescente del equipo de voluntarios. Acostumbrada a la soledad en casa o en la escuela, escapa de ella en el hospital.[5]
- Park Jung-pyo como el señor Koo, un experimentado trabajador social que hace realidad los últimos deseos de los pacientes.[6]
- Shin Joo-hwan como Yang Chi-hoon, un médico del hospital.[7]

#### Personas relacionadas con Kye-re
- Won Ji-an como Ha Joon-kyung, una mujer al final de su vida, obsesionada por Kye-re, al que considera su familia, su protector y su amor.[5][8]
- Nam Tae-hoon como Jang Seok-joon, una persona con una personalidad aguda y sensible, procedente del mismo orfanato que Kye-re.[9]
- Park Se-joon como Wang Jin-goo, un veterinario amigo de Kye-re, que creció en el mismo orfanato.[10]

#### Otros
- Park Jin-joo como Im Se-hee, una actriz musical y la paciente más joven del hospital.[11]
- Nam Kyung-joo como Yoon Ki-choon, paciente en la habitación 403 y padre de Kye-re.[12]
- Jung Dong-hwan como Yoon, un enfermo terminal en el hospital.[13]
- Jeon Moo-song como Pyun Yong-ho, un enfermo terminal en el hospital.[14]
- Yeo Won como Kwak Hyung-joon, el novio de Seo-jin que tuvo un accidente automovilístico.[15]
- Park Jung-yeon como Choi Min-kyung, prima de Jae-yeon y Ho-yeon, nieta de la anciana de la habitación n.º 102 en el asilo.[16]
- Jang Jae-hee como Jae-yeon, nieta de la anciana de la habitación n.º 102 en el asilo.[16]

### Apariciones especiales
- Kim Shin-rok como Hye-jin.[17]
- Min Woo-hyuk como Pyo Kyoo-tae, actor de teatro musical.[18]
- Kim Kwang-kyoo como una persona sin hogar.
- Lee Yoo-mi como una mujer joven (ep. n.º 16).[19]
- Lee Hyo-bin como una víctima de Pyo Cheol-woo (ep. n.º 16).[20]

## Producción
La serie está producida por A&E Networks Korea, que ha invertido en ella más de diez mil millones de wones, con la colaboración de Climax Studios. El 1 de septiembre de 2021 se anunció que se había completado el reparto y que el rodaje comenzaría a finales de ese mes. Y en efecto comenzó el día 27, para concluirse el 7 de abril de 2022.
El 12 de julio se publicaron dos carteles con imágenes de la serie y se anunció su estreno para el 10 de agosto, así como su horario. El primer trailer se difundió el 13 de julio.

## Banda sonora original
| Parte | Fecha de publicación     | N.º | Título                                          | Letra                                                        | Música                                                                                | Artista                | Duración |
| ----- | ------------------------ | --- | ----------------------------------------------- | ------------------------------------------------------------ | ------------------------------------------------------------------------------------- | ---------------------- | -------- |
| 1     | 10 de agosto de 2022     | 1   | «Loner»                                         | Sooyoon, Kim Yong-shin                                       | Moon Kim, Jung Yoon                                                                   | Sungkyu (Infinite)     | 3:39     |
| 1     | 10 de agosto de 2022     | 2   | «Loner» (inst.)                                 |                                                              | Moon Kim, Jung Yoon                                                                   |                        | 3:39     |
| 2     | 17 de agosto de 2022     | 1   | «Starlight»                                     | Maxx Song, Kriz                                              | Maxx Song, Dr. Ahn, Kriz, Youngwoo                                                    | Jeong So-yeon (Laboum) | 3:18     |
| 2     | 17 de agosto de 2022     | 2   | «Starlight» (inst.)                             |                                                              | Maxx Song, Dr. Ahn, Kriz, Youngwoo                                                    |                        | 3:18     |
| 3     | 18 de agosto de 2022     | 1   | «I Can't Forget You» (난, 너를)                 | Lee Ki-hwan                                                  | Lee Ki-hwan                                                                           | Kim Feel               | 3:38     |
| 3     | 18 de agosto de 2022     | 2   | «I Can't Forget You» (난, 너를) (inst.)         |                                                              | Lee Ki-hwan                                                                           |                        | 3:38     |
| 4     | 24 de agosto de 2022     | 1   | «Young Day» (어린 날)                           | Min                                                          | Min, Yountoven, Potato                                                                | Lee Ye-joon            | 4:41     |
| 4     | 24 de agosto de 2022     | 2   | «Young Day» (어린 날) (inst.)                   |                                                              | Min, Yountoven, Potato                                                                |                        | 4:41     |
| 5     | 31 de agosto de 2022     | 1   | «Halo» (내일로)                                 | Park Yu-rim (Pnp), Kim Hye-jeong (Pnp)                       | Isa Tengblad, Emma Aniela Eklund, Jim Bergsted (Tabago), Helge Reinsnes Moen (Tobago) | Park Jin-joo           | 2:40     |
| 5     | 31 de agosto de 2022     | 2   | «Halo» (내일로) (inst.)                         |                                                              | Isa Tengblad, Emma Aniela Eklund, Jim Bergsted (Tabago), Helge Reinsnes Moen (Tobago) |                        | 3:38     |
| 6     | 7 de septiembre de 2022  | 1   | «I'll Protect You» (나의 품에 숨겨줄게)         | Park Kang-il                                                 | Park Kang-il, Kim Gyu-beom                                                            | Choi Yu-ree            | 3:54     |
| 6     | 7 de septiembre de 2022  | 2   | «I'll Protect You» (나의 품에 숨겨줄게) (inst.) |                                                              | Park Kang-il, Kim Gyu-beom                                                            |                        | 3:54     |
| 7     | 14 de septiembre de 2022 | 1   | «Let U Go»                                      | Anne (Anne Story Company), Nam Hee-yoon (Anne Story Company) | Anne (Anne Story Company), Krysta Youngs, Jay Hong                                    | Suran                  | 4:17     |
| 7     | 14 de septiembre de 2022 | 2   | «Let U Go» (inst.)                              |                                                              | Anne (Anne Story Company), Krysta Youngs, Jay Hong                                    |                        | 4:17     |
| 8     | 15 de septiembre de 2022 | 1   | «To My Star» (나의 별에게)                      | Lee Ki-hwan, Eun-rim                                         | Lee Ki-hwan, Eun-rim, Mr Moon                                                         | Choi Soo-young         | 3:48     |
| 8     | 15 de septiembre de 2022 | 2   | «Starlight»(inst.)                              |                                                              | Lee Ki-hwan, Eun-rim, Mr Moon                                                         |                        | 3:48     |
| 9     | 22 de septiembre de 2022 | 1   | «You and Me» (너와 나 사이)                     | Noheul                                                       | Noheul                                                                                | Taeyeon                | 3:22     |
| 9     | 22 de septiembre de 2022 | 2   | «You and Me» (너와 나 사이) (inst.)             |                                                              | Noheul                                                                                |                        | 3:22     |

## Audiencia
| Episodio                                                                                  | Fecha de emisión         | Índice de audiencia        |
| Episodio                                                                                  | Fecha de emisión         | Nielsen Korea (Nationwide) |
| ----------------------------------------------------------------------------------------- | ------------------------ | -------------------------- |
| 1                                                                                         | 10 de agosto de 2022     | 3,6 % (18.ª)               |
| 2                                                                                         | 11 de agosto de 2022     | 3 % (25.ª)                 |
| 3                                                                                         | 17 de agosto de 2022     | 2,2 % (29.ª)               |
| 4                                                                                         | 18 de agosto de 2022     | 1,9 % (34.ª)               |
| 5                                                                                         | 24 de agosto de 2022     | 2,9 % (24.ª)               |
| 6                                                                                         | 25 de agosto de 2022     | 2,4 % (27.ª)               |
| 7                                                                                         | 31 de agosto de 2022     | 2,3 % (28.ª)               |
| 8                                                                                         | 1 de septiembre de 2022  | 2,4 % (27.ª)               |
| 9                                                                                         | 7 de septiembre de 2022  | 2,2 % (30.ª)               |
| 10                                                                                        | 8 de septiembre de 2022  | 2,5 % (26.ª)               |
| 11                                                                                        | 14 de septiembre de 2022 | 2 % (31.ª)                 |
| 12                                                                                        | 15 de septiembre de 2022 | 2,1 % (29.ª)               |
| 13                                                                                        | 21 de septiembre de 2022 | 1,7 % (34.ª)               |
| 14                                                                                        | 22 de septiembre de 2022 | 1,6 % (37.ª)               |
| 15                                                                                        | 28 de septiembre de 2022 | 1,8 % (35.ª)               |
| 16                                                                                        | 29 de septiembre de 2022 | 2 % (30.ª)                 |
| Promedio                                                                                  | Promedio                 | 2,3 %                      |
| - En la tabla superior, en azul aparecen los índices más bajos, y en rojo los más altos.. |                          |                            |

## Premios y nominaciones
| Año  | Premios                  | Categoría               | Candidato    | Resultado | Ref.          |
| ---- | ------------------------ | ----------------------- | ------------ | --------- | ------------- |
| 2022 | 13.º Korea Drama Awards  | Mejor actriz de reparto | Kim Shin-rok | Nominada  | [ 27 ] [ 28 ] |
| 2022 | KBS Drama Awards         | Mejor actriz de reparto | Won Ji-an    | Nominada  | [ 29 ]        |
| 2023 | Korea First Brand Awards | Mejor actriz revelación | Won Ji-an    | Ganadora  | [ 30 ]        |